# Villa Tomtebo, Sickla

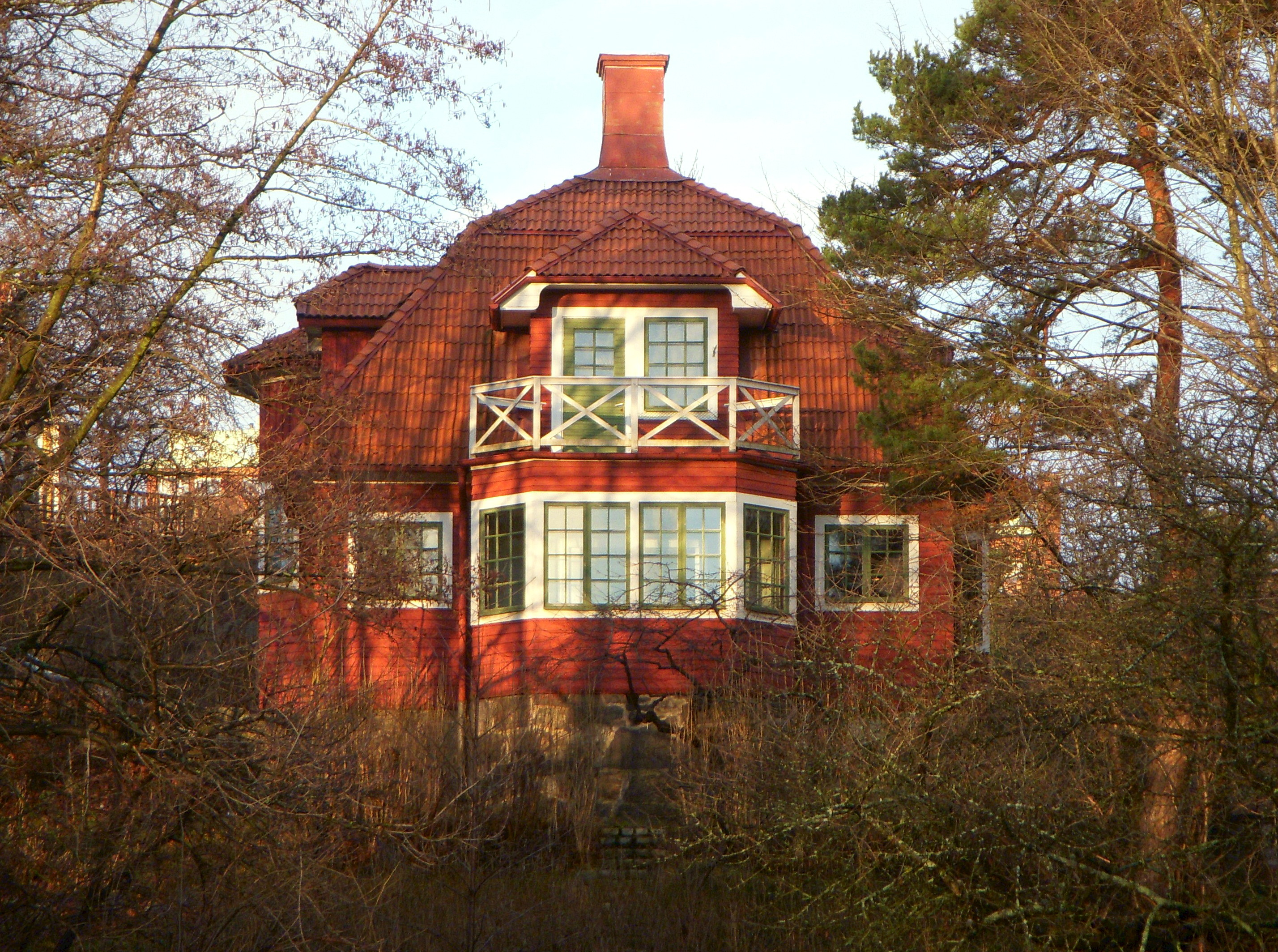
Villa Tomtebo, fasad mot Kyrkviken, januari 2014.

Villa Tomtebo är en kulturhistoriskt värdefull byggnad vid Sjötorpsvägen 14 på Sicklaön i Nacka kommun. Villan, som är belägen vid Järlasjöns norra strand ritades 1903 av arkitekt Gustaf Hugo Sandberg. Huset hör till Sandbergs tidiga villauppdrag i Nacka och är ett av västra Sicklaöns mest representativa och välbevarade exempel på det tidiga 1900-talets nationalromantiska villaarkitektur. Villan är en rest av Sicklas en gång ganska omfattande villabebyggelse kring Saltsjöbanans Nacka station. Enligt en byggnadsinventering utfört av Nacka kommun bör Villa Tomtebo betraktas som en ”särskilt värdefull” byggnad.

## Beskrivning
Villa Tomtebo ligger på en sluttningstomt vid Kyrkviken, en av Järlasjöns vikar. Idag är fastigheten inklämd mellan Järlaleden och Saltsjöbanans spårområde, men när villan byggdes gränsade tomten till stranden och fastigheten hade en egen brygga i viken. Först 1960, när Järlaleden anlades bröts den direkta kontakten till sjön. 
År 1903 fick arkitekt Gustaf Hugo Sandberg uppdraget av kamrer C.O. Dahlbeck att rita en villa på strandtomten. Ritningarna är signerade ”G.H. Sandberg” och daterade 20 september 1903 i Saltsjö-Duvnäs. Sandberg skulle sedermera själv bo några år i närbelägna Storängen, där han, utöver sin egen, ritade ytterligare tolv villor. Han var även arkitekt bakom stationshusen för Storängens station, Igelboda och Solsidan. 

### Ritningar

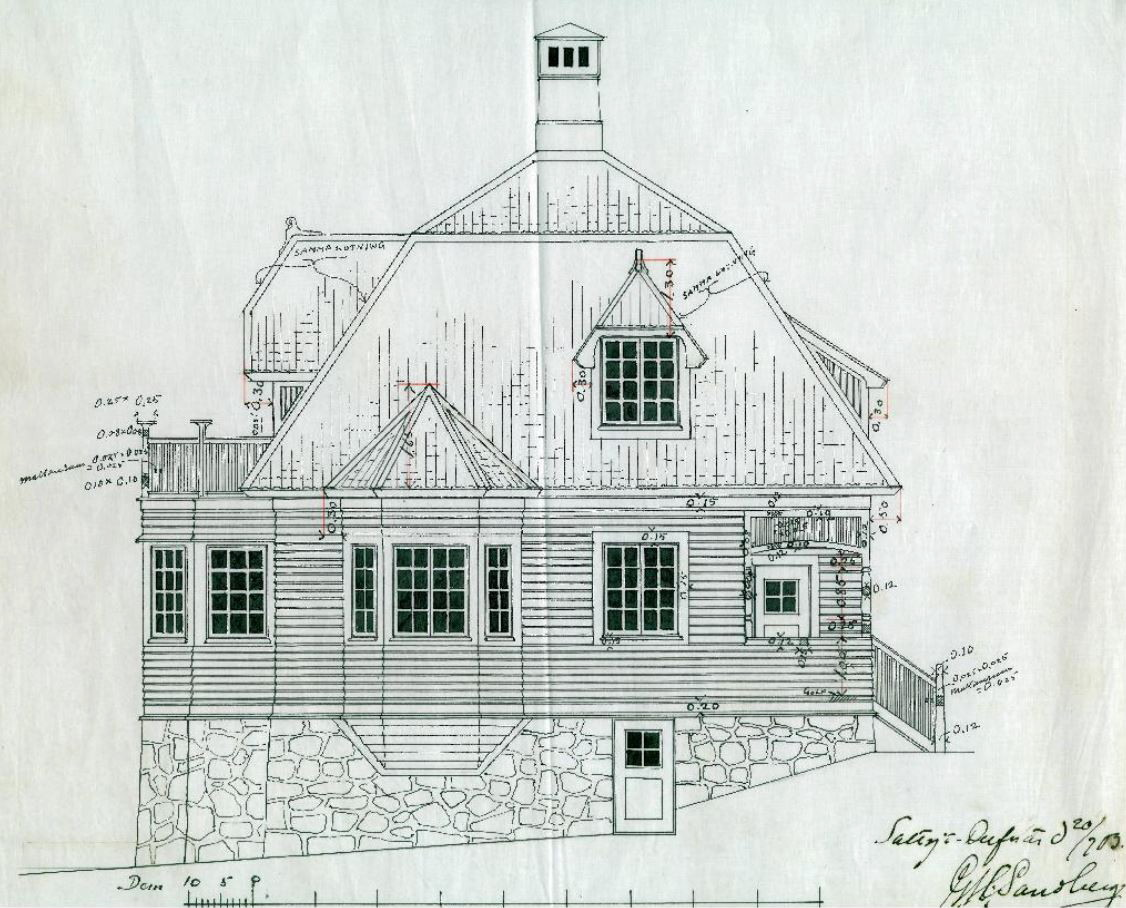
Fasad mot ost
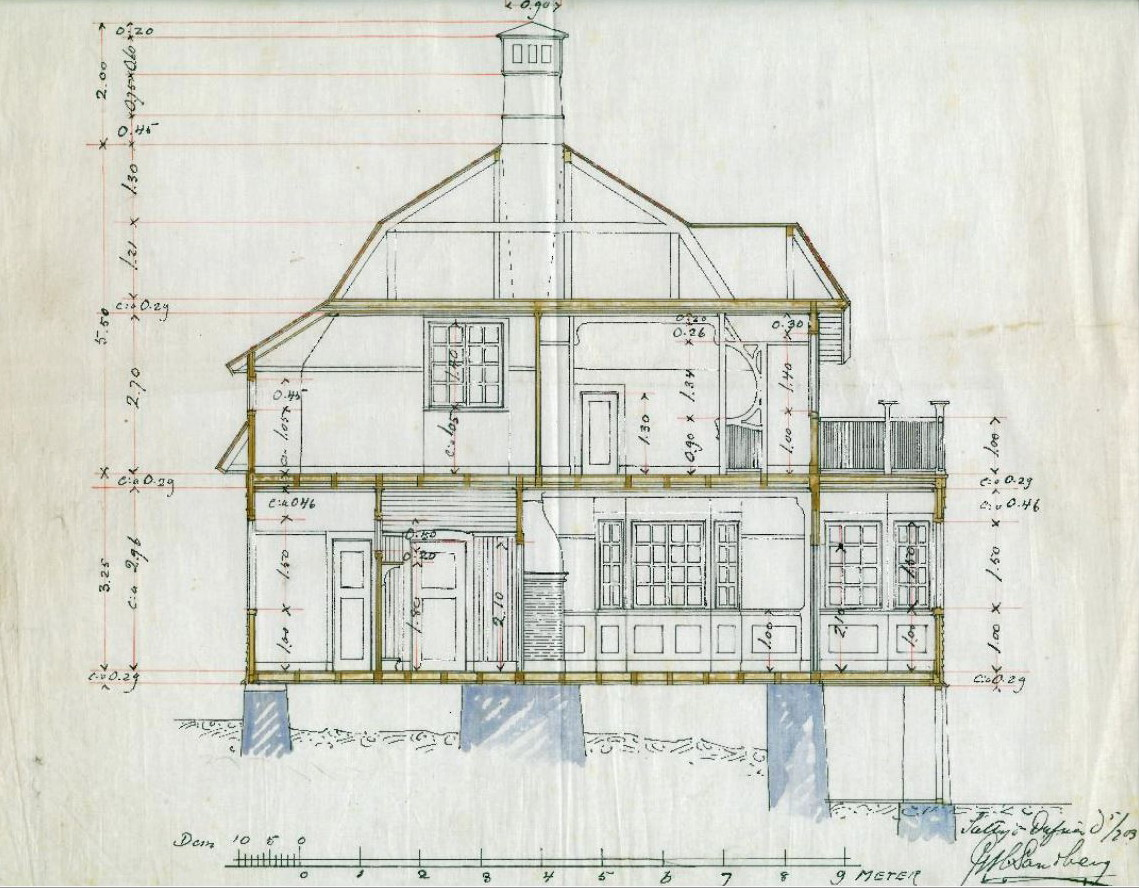
Sektion
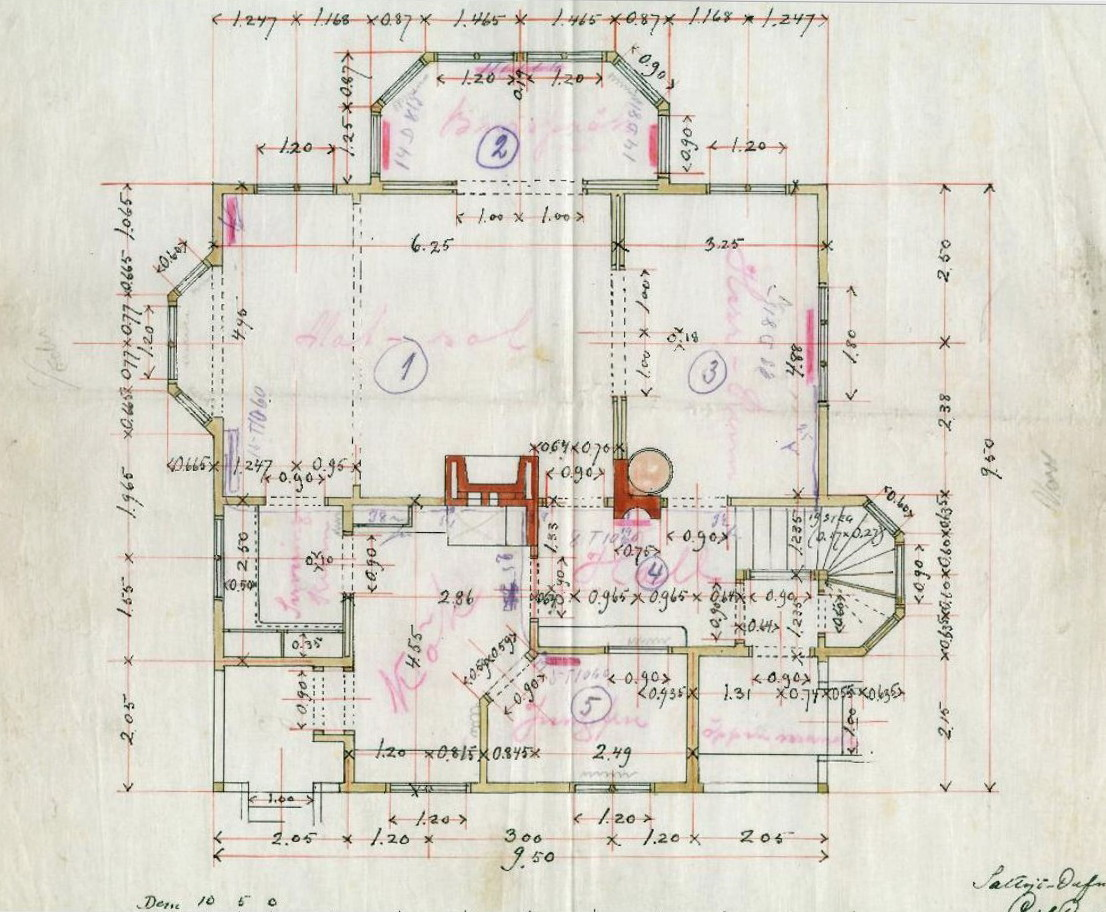
Plan bottenvåning
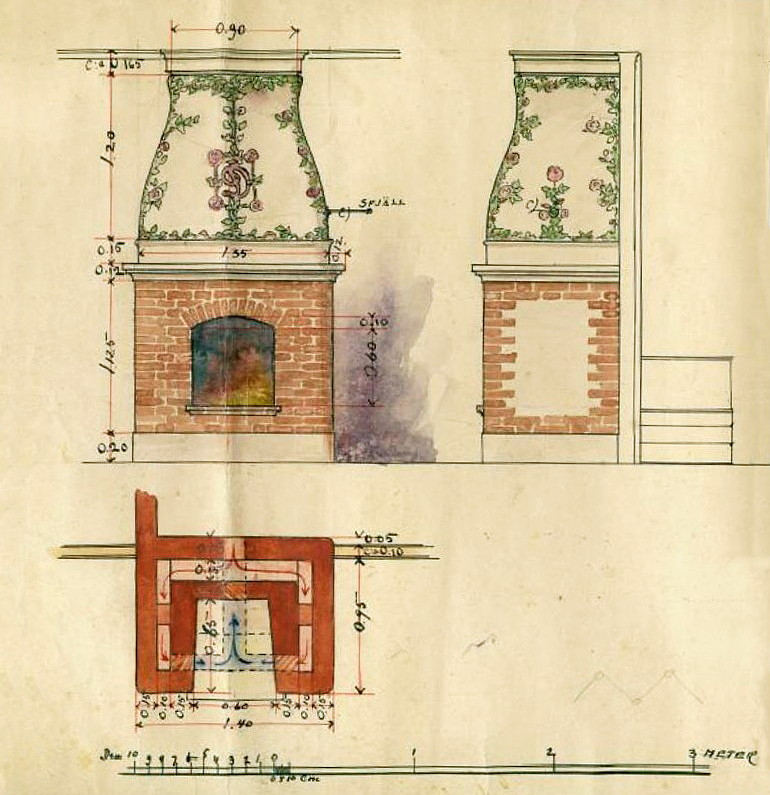
Spiseln i dagligstugan

### Exteriör
Sandberg var förankrad i nationalromantikens stilideal med inspiration från samtida engelska villaarkitekter och villan åt kamrer C.O. Dahlbeck blev ett bra exempel härför. Tomtens karaktär var en viktig utgångspunkt för utformningen av huset, och här ritade Sandberg en bastant byggnadskropp på en hög naturstenssockel som reser sig ur den stark sluttande marken. 
Fasadens gestaltning, sockelns robusta karaktär, takets höga utformning och enskilda detaljer bildar tillsammans en arkitektonisk helhet. Exteriört märks ett utanpå liggande trapphus, ett burspråk och en inglasad veranda med sjöutsikt. Fasaderna är klädda med liggande och rödfärgad träpanel, fönstersnickerierna är hållna i grön kulör och omfattningar och räcken är vitmålade. Det brutna, tegeltäckta taket med takkupor leder tanken till en mindre flygelbyggnad eller paviljong till en 1700-talsherrgård.

### Bilder, exteriör

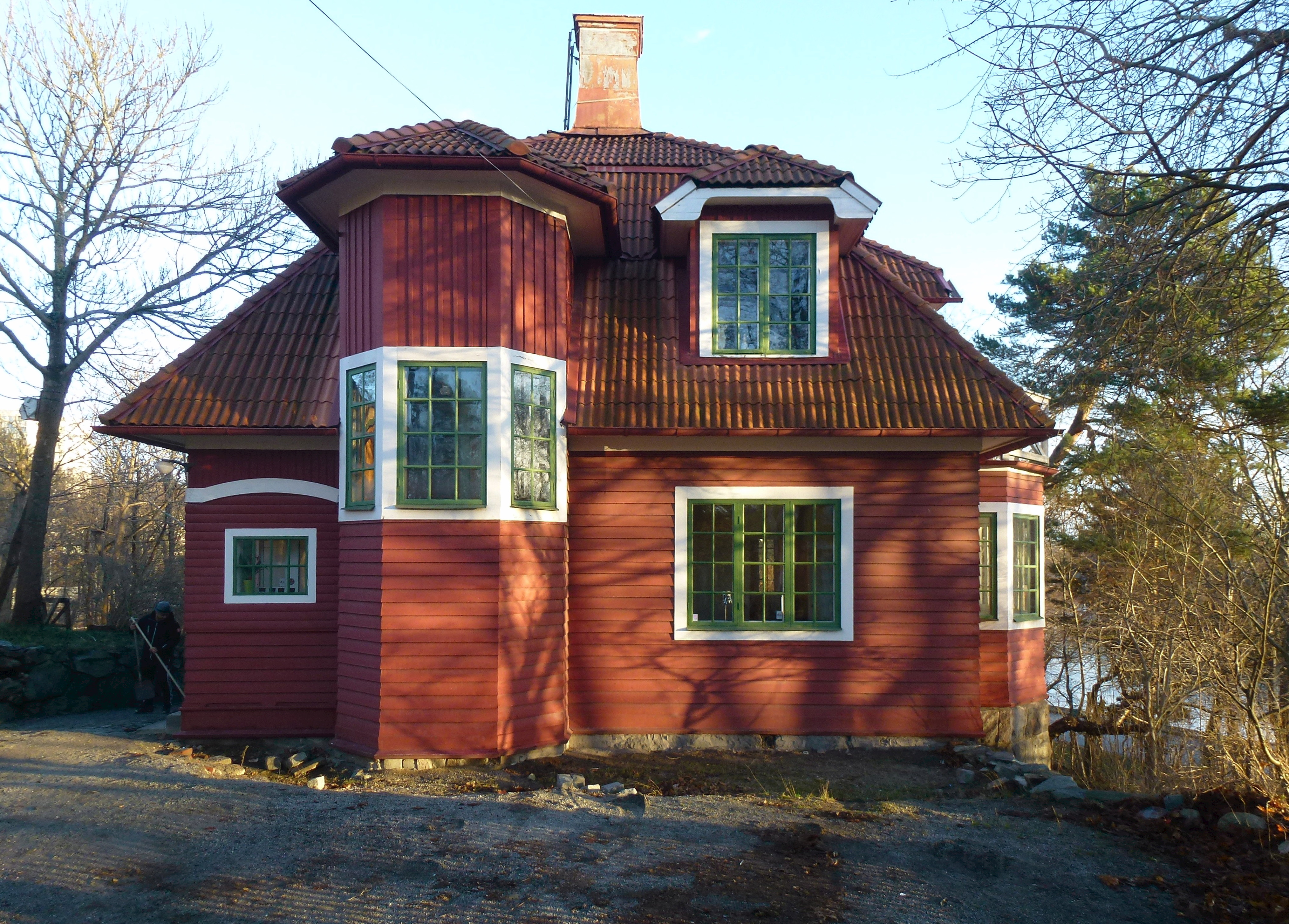
Fasad mot väst
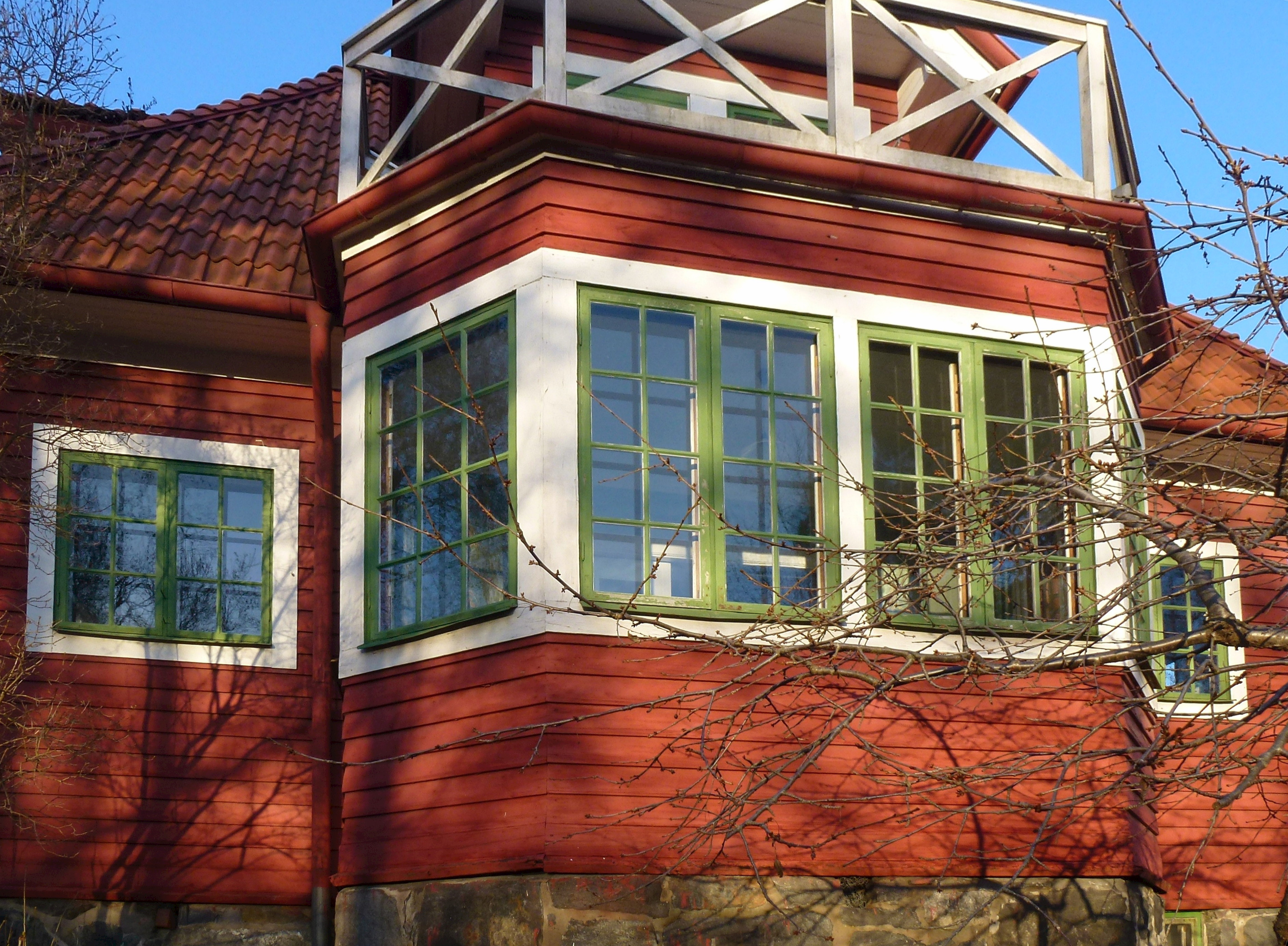
Veranda
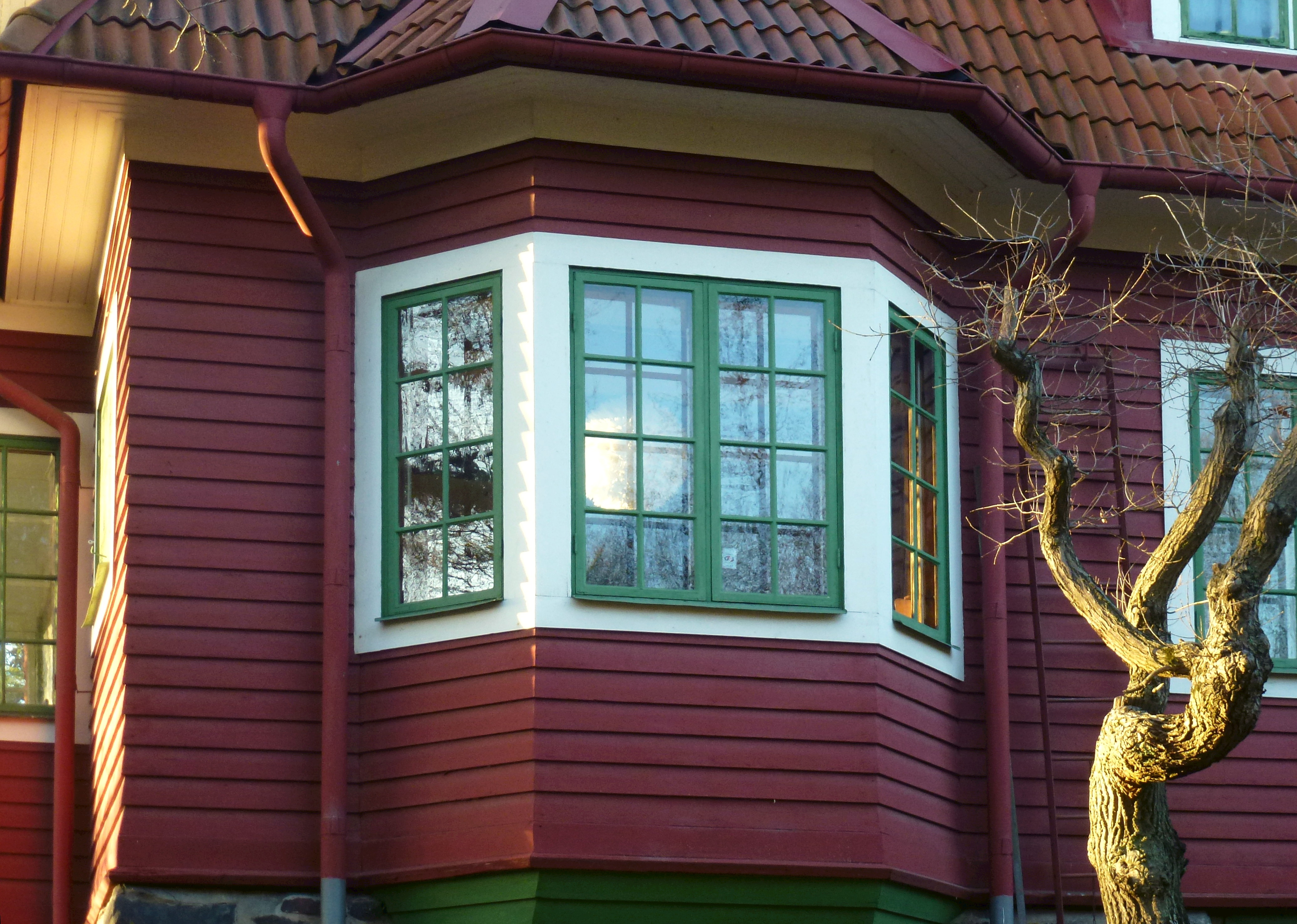
Burspråk till matvrån
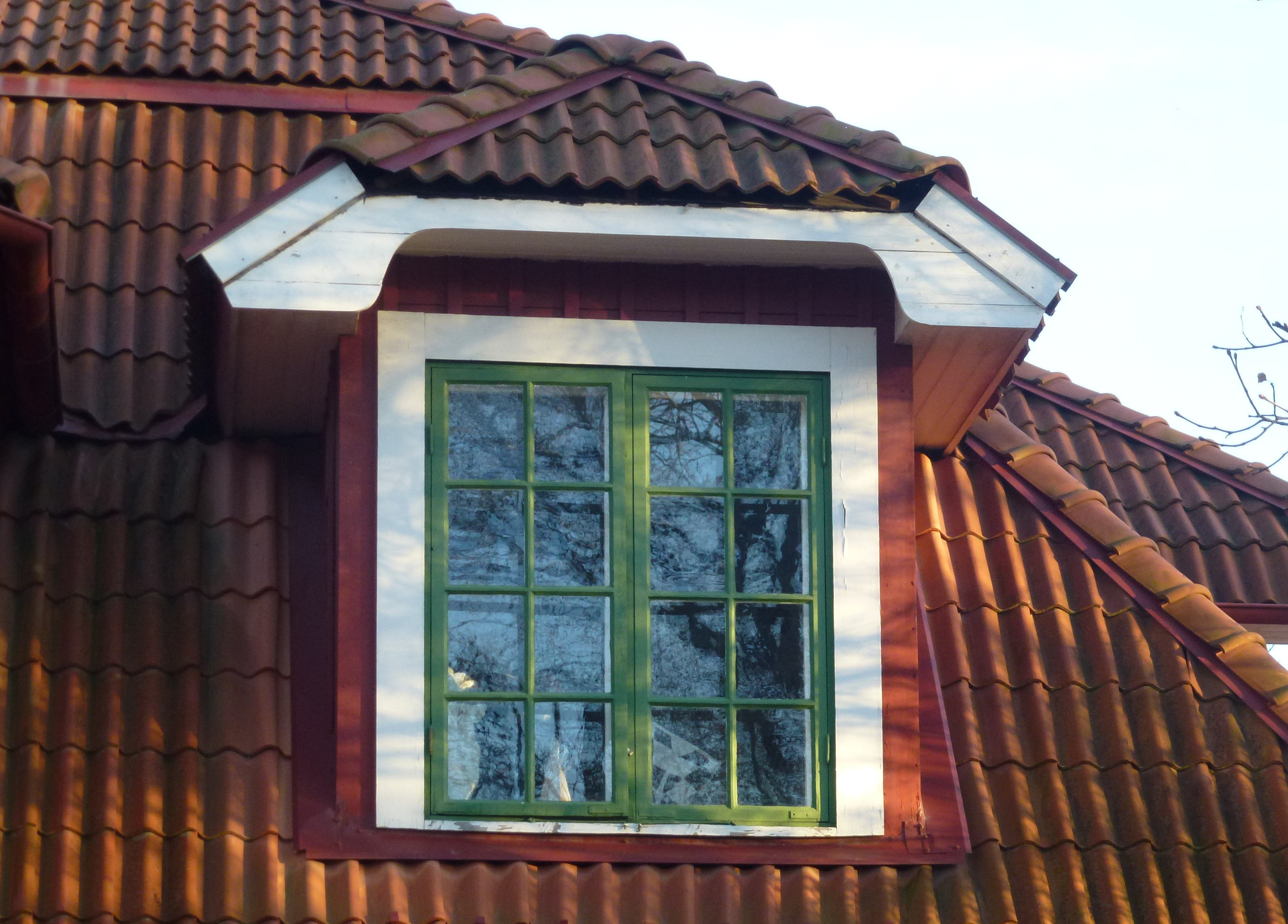
Takkupa

### Interiör
Villa Tomtebo är ett 1½-våningshus med hel källare. På övervåningen ligger flera sovrum. På bottenvåningen ritade Sandberg: hall, herrum, matsal med veranda mot syd, kök med serveringsrum och jungfrurum med direkt ingång till köket. I matsalen (eller ”dagligstugan”), som utgör husets centrala del, finns matvrå med väggfasta bänkar. Verandan och herrummet kan öppnas/stängas mot matsalen med breda skjutdörrar. I matsalen dominerar en stor öppen spis som utfördes efter en detaljritning av Sandberg (”Spiseln i dagligstugan”). Spiskåpan är dekorerad med kalkmålningarna utförda av Filip Månsson eller en av hans elever. 
I planlösningen ser man arkitekten Sandbergs inspiration från samtida engelsk villaarkitekter med ett huvudrum som angränsar mot mindre rum för olika ändamål. Många av de ursprungliga detaljerna är fortfarande bevarade, exempelvis fönster och dörrar med originalbeslag, väggpaneler, bänkinredningen i matvrån, kakelugnen i herrummet samt trappan med räcke och handledaren.

### Bilder, interiör

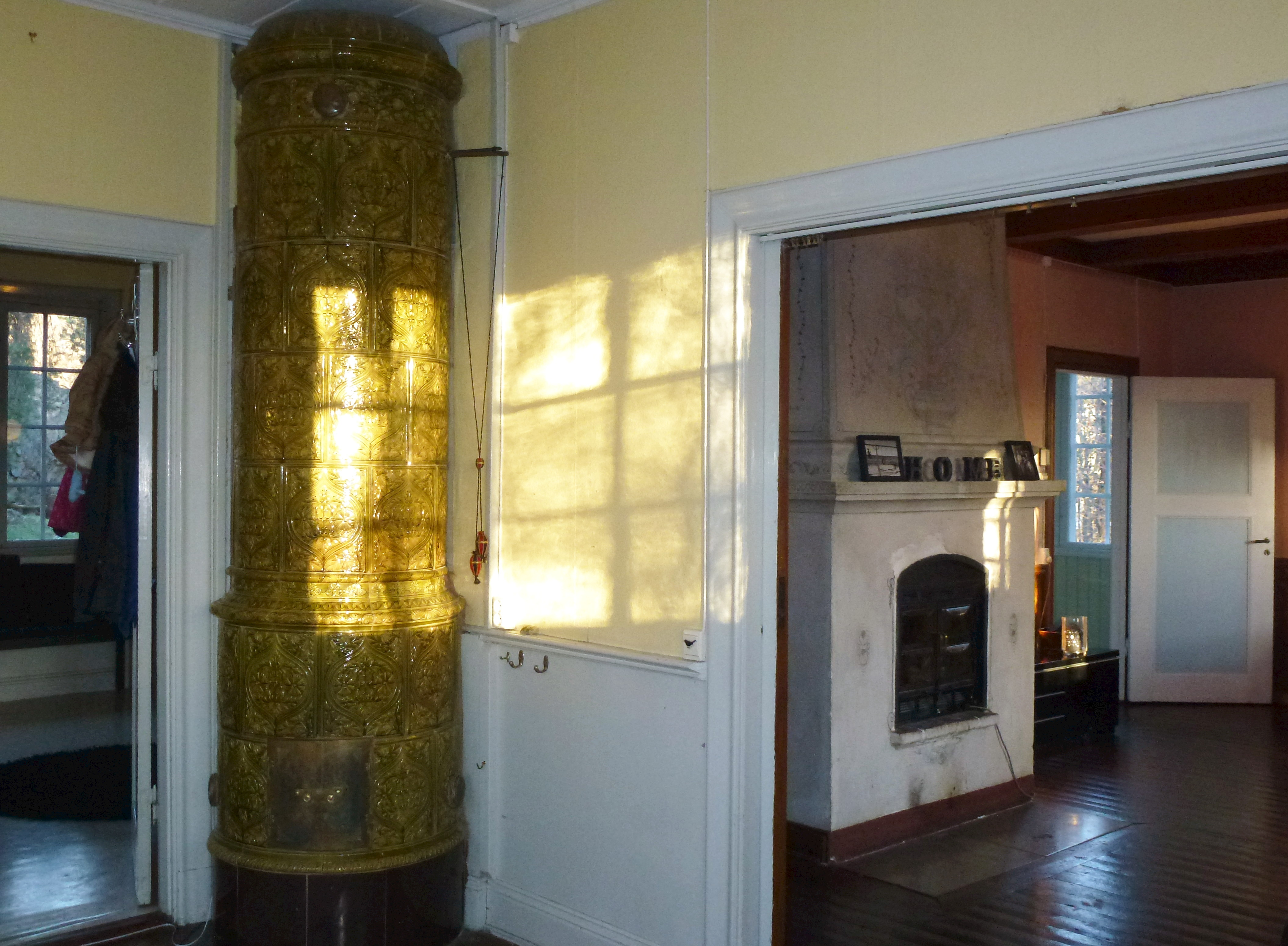
Kakelugnen i herrummet
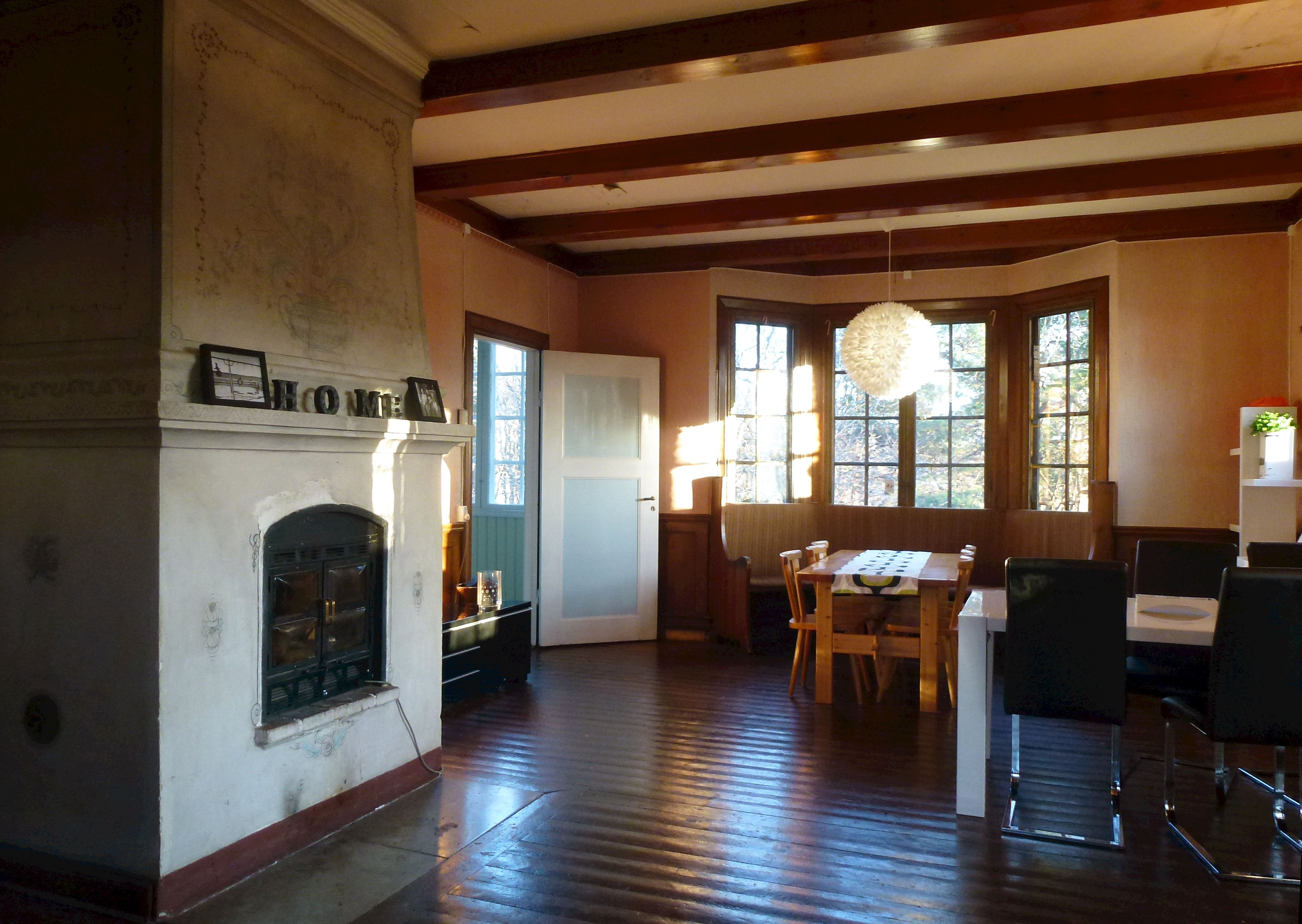
Matsal / dagligstuga
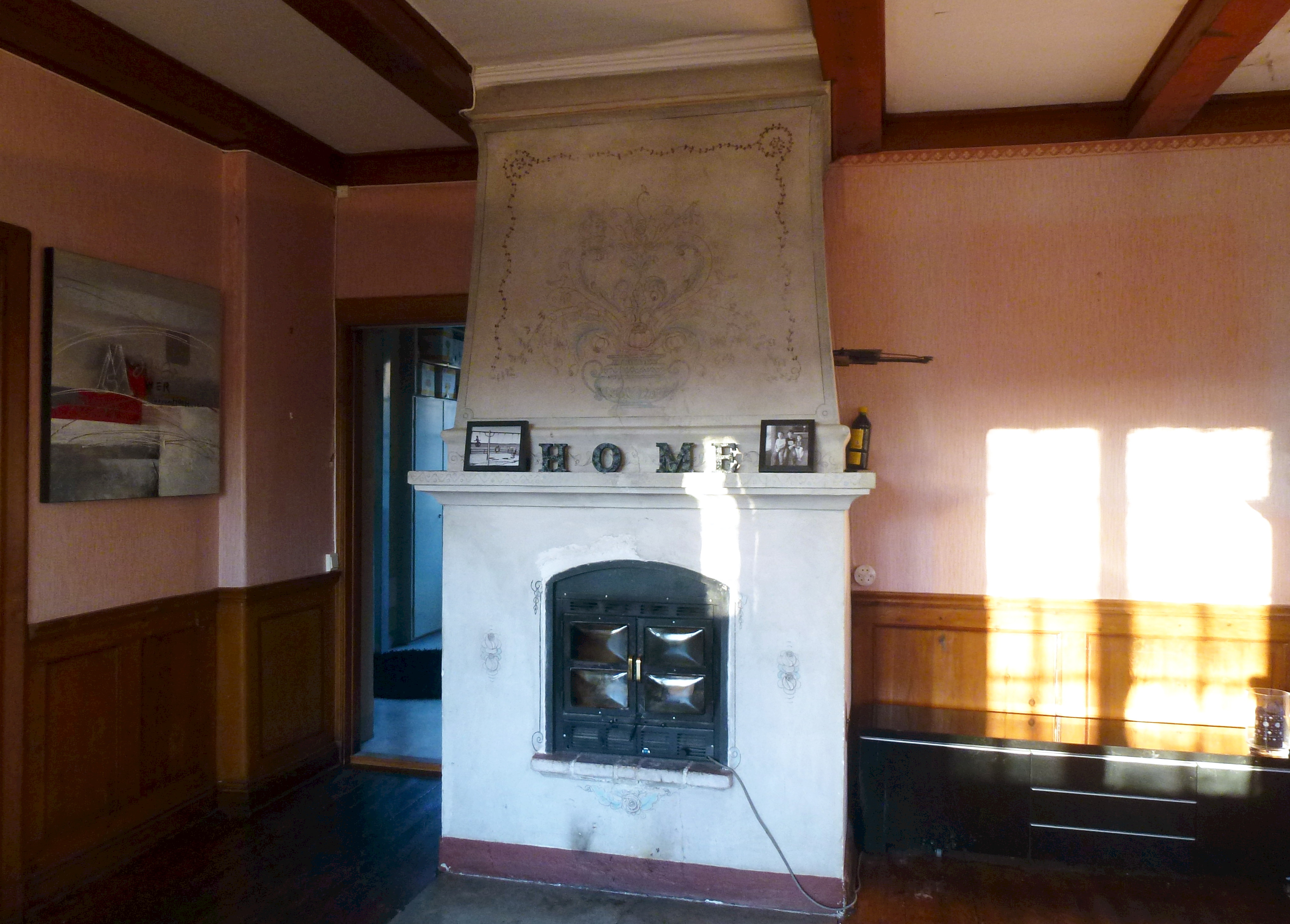
Öppna sisen
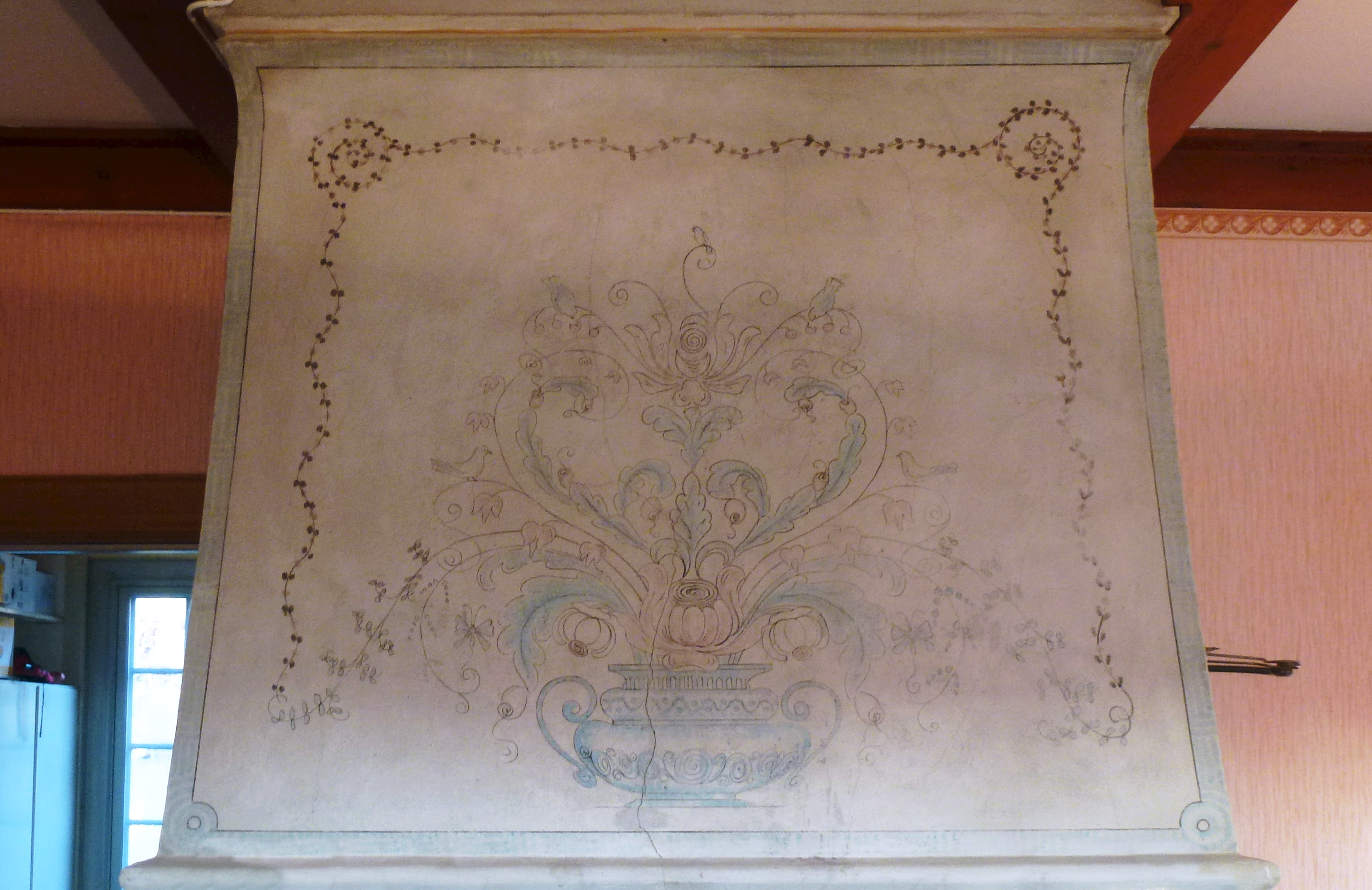
Spiskåpan med dekormålning

### Villans ägare och framtid
Kamrer Dahlbeck avled år 1924 och samma år förvärvade riksdagspolitikern och tidningsredaktören Nils Flyg Villa Tomtebo. Familjen Flyg ägde sedan fastigheten fram till år 2012. Under Flygs tid genomfördes mindre förändringar av villan, men den tidiga 1900-talskaraktären blev bevarad.
År 2012 köpte fastighetsbolaget Atrium Ljungberg flera fastigheter vid Kyrkviken, bland dem även Villa Tomtebo. Här planerar bolaget en kvartersstad med bostäder, verksamheter, torg och innergårdar. Järlaledens trafik skall minska och intill Kyrkviken planeras en strandpromenad. Villans stora tomt kommer att bebyggas, men eftersom själva byggnaden representerar ett så högt kulturellt värde kommer den att bevaras tillsammans med ytterligare en villa i området, Villa Agneshill (ibland kallad ”Stinsbostaden”).

## Referenser

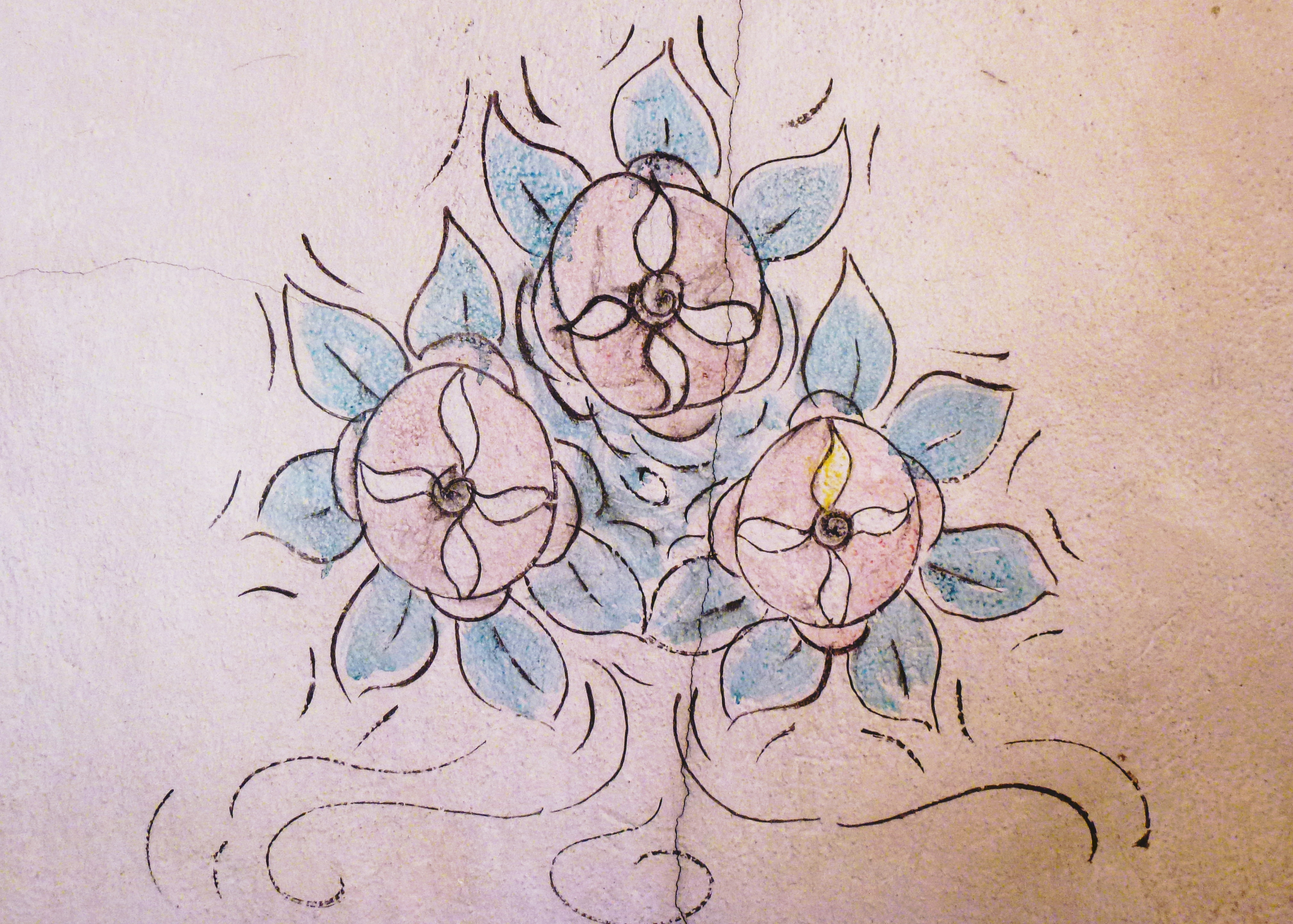
Dekormålning på spiskåpan